# 世子が消えた
『世子が消えた』（せじゃがきえた、朝: 세자가 사라졌다）は、2024年4月13日から6月16日までMBNで放送された韓国のテレビドラマ。主演はスホ、ホン・イェジ。共演はミョン・セビン、キム・ジュホン。日本ではKNTVで6月1日から放送されている。
世子（セジャ）が世子嬪候補者にポッサム（再婚が禁じられていた李氏朝鮮時代に実在した、未亡人を誘拐して別の男性と再婚させる風習）を中心に、宮廷の陰謀が暴かれるロマンス時代劇。

## あらすじ
宮廷を飛び出した世子のイ・ゴン（スホ/EXO）は異母弟・トソン大君（キム・ミンギュ）と一緒に通りを歩いていたところ、賭博師と成敗し続けていた。その頃、宮廷では世子が消えたことで騒然となった。イ・ゴンは宮廷に戻った後に父王・へジョン（チョン・ジノ）の怒りを買い、世子を心配したへジョンと大妃ミン氏（ミョン・セビン）がイ・ゴンの揀択を命じる。王の主治医チェ・サンロク（キム・ジュホン）の一人娘チェ・ミョンユン（ホン・イェジ）が世子嬪候補となる。世子・イ・ゴンは釣りをしていると少女の死体が浮き出て、騒然とする。宮廷を歩いていたところ、ゴンは時間と場所が記された覚書を拾い、その夜、カプソク（キム・ソルジン）と一緒にその場所に隠れて待ち伏せをしていた。そこへ大妃と謎の男が現れたが、2人は医術の針の筒を残して、去った。ゴンはサンロクの助言を得ようと宮廷をもう一度飛び出したが、そこでポッサムされてしまう。

## キャスト

### 主要人物
イ・ゴン（世子）
演：スホ（EXO）
主人公。父が謀反で王に即位したことで、世子（王位継承順位一位）に冊封される。
注目を浴びるほどの美貌の持ち主で心優しく、宮廷の人々から心配されている。ある日、何者かにポッサムをされてしまう。
チェ・ミョンユン
演：ホン・イェジ
ヒロイン。世子嬪候補。
両班の女で父譲りの医術で病に罹った貧民を診ている。男勝りな性格で、自分の行為が世子の運命を変える。
大妃（テビ）ミン氏
演：ミョン・セビン
先々代王の継室。本名はミン・スリョン。
ゴンの姿を亡き息子の面影に重ね、気にかける。しかし、ある事でゴンを牽制するようになる。
チェ・サンロク
演：キム・ジュホン
内医院の長で王の主治医。ミョンユンの父。
貧民だけでなく、王室から厚い信頼を受けるほど芯の強い性格。ミョンユンの思わぬ行為に失望する。
トソン大君（テグン）
演：キム・ミンギュ
ゴンの異母弟。幼少期からゴンを慕ってきたが、大妃の謀略でゴンとの関係に溝を作ってしまう。

### その他の人物
王妃ユン氏
演：ユ・セリョ
へジョンの継室でトソン大君の母。ゴンの継母。
やがて、大妃の謀略で窮地に陥ってしまう。
へジョン
演：チョン・ビョンウク
朝鮮国王、ゴンとトソン大君の父。謀反で王位に就いたが、常に暗殺の危機に脅かされる。
ユン・イギョム
演：チャ・グァンス
左議政（チャイジョン）。王妃ユン氏の父。
野望を叶えるため、大妃一派と共にゴンを牽制する。
カプソク
演：キム・ソルジン
世子宮の別監（ピョルガン）。
若年からゴンを家族のように支え、武術も兼ね備える。ゴンが本音を明かせる数少ない仲間。
キム尚宮（サングン）
演：パク・ソンヨン
大妃付きの尚宮。
大妃が王室に嫁ぐ前から志を共にする最側近。
ムベク
演：ソ・ジェウ
サンロクの護衛武士。
ミョンユンとは兄妹のように、時間を共にした存在。
オウォル
演：キム・ノジン
ミョンユンの世話をする小間使い。

## スタッフ
- 演出：キム・ジンマン
- 脚本：キム・ジス、パク・チョル